# Чинар (Дагестан)
Чина́р, ранее Гагарино(таб. Чинар) — село в Дербентском районе Республики Дагестан. Административный центр сельского поселения «Чинарский сельсовет».

## Этимология
Село названо по названию вида дерева — чинар.

## Физико-географическая характеристика
Географическое положение
Селение расположено на стыке Приморской низменности и юго-восточных предгорий [Предгорного Дагестана, к северо-востоку от горы Барафтау (208 м), на высоте 41 м над уровнем моря. Находится в 12 км к северо-западу от города Дербент, напротив западной окраины города Дагестанские Огни.
Чинар находится близ 942-го километра федеральной автомагистрали Р217 Кавказ E 119, с которой соединён асфальтированной дорогой. Оно протянулось с северо-запада на юго-восток более чем на 3 км параллельно федеральной автотрассе.
| С-З | Махачкала ~ 107 км Грозный ~ 278 км Волгоград ~ 996 км Москва ~ 2273 км Санкт-Петербург ~ 2969 км | Астрахань ~ 586 км Саратов ~ 1305 км Самара ~ 1747 км Ульяновск ~ 1812 км Казань ~ 1999 км | Оренбург ~ 1659 км Уфа ~ 1994 км Челябинск ~ 2232 км Екатеринбург ~ 2487 км Астана ~ 2888 км | С-В |
| З   | Батуми ~ 1475 км Тбилиси ~ 1613 км София ~ 2791 км Стамбул ~ 3371 км Рим ~ 4317 км                | Роза ветров                                                                                | Ташкент ~ 3094 км Бишкек ~ 3470 км Навои ~ 3537 км Бухара ~ 3635 км Нукус ~ 4162 км          | В   |
| Ю-З | Шеки ~ 569 км Гянджа ~ 579 км Ереван ~ 835 км Адана ~ 2030 км Анкара ~ 2073 км                    | Имишли ~ 406 км Исмаиллы ~ 469 км Решт ~ 692 км Тебриз ~ 990 км Тегеран ~ 999 км           | Баку ~ 199 км Мешхед ~ 1797 км Карачи ~ 3508 км Лахор ~ 4276 км Дели ~ 4827 км               | Ю-В |

| С-З | Салик ~ 12 км Великент ~ 14 км Деличобан ~ 15 км Карадаглы ~ 18 км | Кала ~ 9 км Мамедкала ~ 9 км Юный Пахарь ~ 13 км Морское ~ 15 км                  | Имени Мичурина ~ 18 км                                                | С-В |
| З   | Геджух ~ 11 км Маджалис ~ 34 км Баршамай ~ 36 км Санчи ~ 36 км     | Роза ветров                                                                       | Дагестанские Огни ~ 3 км                                              | В   |
| Ю-З | Гимейди (разв.) ~ 11 км Дарваг ~ 24 км Ерси ~ 30 км Дюбек ~ 35 км  | Бильгади ~ 2 км Зидьян-Казмаляр ~ 5 км Кемах (разв.) ~ 5 км Зидьян (разв.) ~ 7 км | Сабнова ~ 6 км Митаги-Казмаляр ~ 10 км Митаги ~ 13 км Дербент ~ 14 км | Ю-В |

Климат
Село расположено в зоне умеренного пояса. Среднегодовая температура воздуха +12,2 градусов. Лето жаркое, средняя температура летних месяцев свыше +20 градусов, дневная максимальная температура до +36—38 градусов. Число дней в году с температурой воздуха выше 10 °С — 180—200. Зима очень мягкая. Средняя температура от +1 до −3 градусов, а ночью опускается ниже нуля. Осадков выпадает 300—400 мм в год, относительная влажность за год около 70 % (зимой до 80 %), а в июле и августе около 50 %.(зимой — 100—150 мм, летом — 200—300 мм). В летние месяцы бывает максимальное число ясных дней. Средняя годовая испаряемость — 800—1000 мм. Продолжительность солнечного сияния — 1900—2000 часов в год. Число дней в году со снежным покровом — 20. Ветры преобладают юго-восточные и северо-западные. Повторяемость ветра зимой (летом) (в %) — С — 6 (19), С-В — 3 (8), В — 5 (11), Ю-В — 22 (0), Ю — 11 (7), Ю-З — 1 (1), З — 17 (8), С-З — 35 (26), штиль — 14 (19). Влияние Каспийского моря на климат Чинара значительно, особенно зимой. Характерной чертой климата является обилие тепла и света.
- Среднегодовая температура — +12,2 °C;
- Среднегодовая скорость ветра — 3,7 м/с;
- Среднегодовая влажность воздуха — 77 %[11].

| Показатель                    | Янв.  | Фев. | Март  | Апр. | Май  | Июнь | Июль | Авг. | Сен. | Окт. | Нояб. | Дек.  | Год   |
| ----------------------------- | ----- | ---- | ----- | ---- | ---- | ---- | ---- | ---- | ---- | ---- | ----- | ----- | ----- |
| Абсолютный максимум, °C       | 20,0  | 21,9 | 29,8  | 28,4 | 36,1 | 37,1 | 39,2 | 39,7 | 36,0 | 29,9 | 24,1  | 21,1  | 39,7  |
| Средний суточный максимум, °C | 4,5   | 4,6  | 8,2   | 15,4 | 21,3 | 26,9 | 29,6 | 29,1 | 24,4 | 17,8 | 11,4  | 6,7   | 15,7  |
| Средняя температура, °C       | 1,5   | 1,6  | 5,2   | 11,4 | 17,2 | 22,7 | 25,7 | 25,1 | 20,6 | 14,3 | 8,3   | 3,8   | 12,2  |
| Средний суточный минимум, °C  | −1    | −0,9 | 2,7   | 8,3  | 13,8 | 19,0 | 22,1 | 21,4 | 17,3 | 11,2 | 5,6   | 1,2   | 10,1  |
| Абсолютный минимум, °C        | −24,1 | −21  | −12,5 | −4,1 | 1,0  | 6,8  | 10,7 | 9,0  | 1,7  | −5,6 | −18,7 | −25,5 | −25,5 |
| Норма осадков, мм             | 17    | 15   | 15    | 15   | 14   | 14   | 11   | 13   | 41   | 41   | 43    | 29    | 340   |
| Источник: «Погода и климат»   |       |      |       |      |      |      |      |      |      |      |       |       |       |

Почвы
На территории села и в окрестностях сформировались следующие типы почв: луговые карбонатные, лугово-каштановые и коричневые почвы. Повсеместно распространена водная эрозия. Эродированность территории составляет 50%. Почвы засолены слабо в нижней части села, в верхней части — не засолены.
Экология
Экологическое состояние села оставляет желать лучшего: Управлением Росприроднадзора по Республике Дагестан за период с 20.12.2011 по 26.12.2011 года были проведены контрольно-надзорные мероприятия. В числе прочих территорий была проведена проверка территории МО «село Чинар» Дербентского района. В ходе проверки выявлена несанкционированная свалка ТБО (территория бытовых отходов) площадью 30м², в 0,5 км от села возле автодороги «Дагестанские Огни — Чинар». В ходе проведения рейдовой проверки администрацией МО «село Чинар» оперативно была ликвидирована несанкционированная свалка и завершены работы по очистке территории мусоросвалки представление об устранении причин и условий, способствовавших совершению административного правонарушения, не было выдано.
Растительность
Село находится в равнинной и нижнепредгорной полынно-злаковой опустыненной степи. Произрастают: типчак, ковыль, бородач, пырей гребенчатый, пырей пустынный, мятлик луковичный, полынь таврическая, полынь солянковая, ноаза остроконечная, костер японский, каперсы колючие. Выше села находятся широколиственные леса (сухие предгорные дубовые). Произрастают: дуб скальный, дуб пушистый, боярышник согнутостолбиковый, клён гирканский, клён полевой, вяз пробковый, ясень обыкновенный, алыча растопыренная, шиповник собачий, бересклет бородавчатый, жостер слабительный, груша кавказская, айва обыкновенная. Полвека назад окрестности были покрыты лесами, но впоследствии люди вырубили их на дрова.
Фауна
На территории села и в окрестностях обитают следующие виды животных:
- Млекопитающие — барсук, волк, ёж, заяц, кабан, ласка, лисица, тушканчик, шакал.
- Птицы — ворона, воробей, голубь, гусь, жаворонок, журавль, куропатка, ласточка, орёл, синица, скворец, сова, сорока, утка, фазан, филин[14].

## История
По преданию, во время нашествия Надир-шаха близ современной территории Чинара (в местности Иран Хараб, то есть гибель Ирана) разгорелась последняя битва между персами и дагестанцами. Здесь персы потерпели окончательное поражение. Лощина, расположенная в эпицентре этих событий, получила название «Къаннудере» (там, где ныне проходит улица Садовая), что значит «кровавое ущелье». Согласно преданию, она была заполнена кровью, о чём говорит само название.

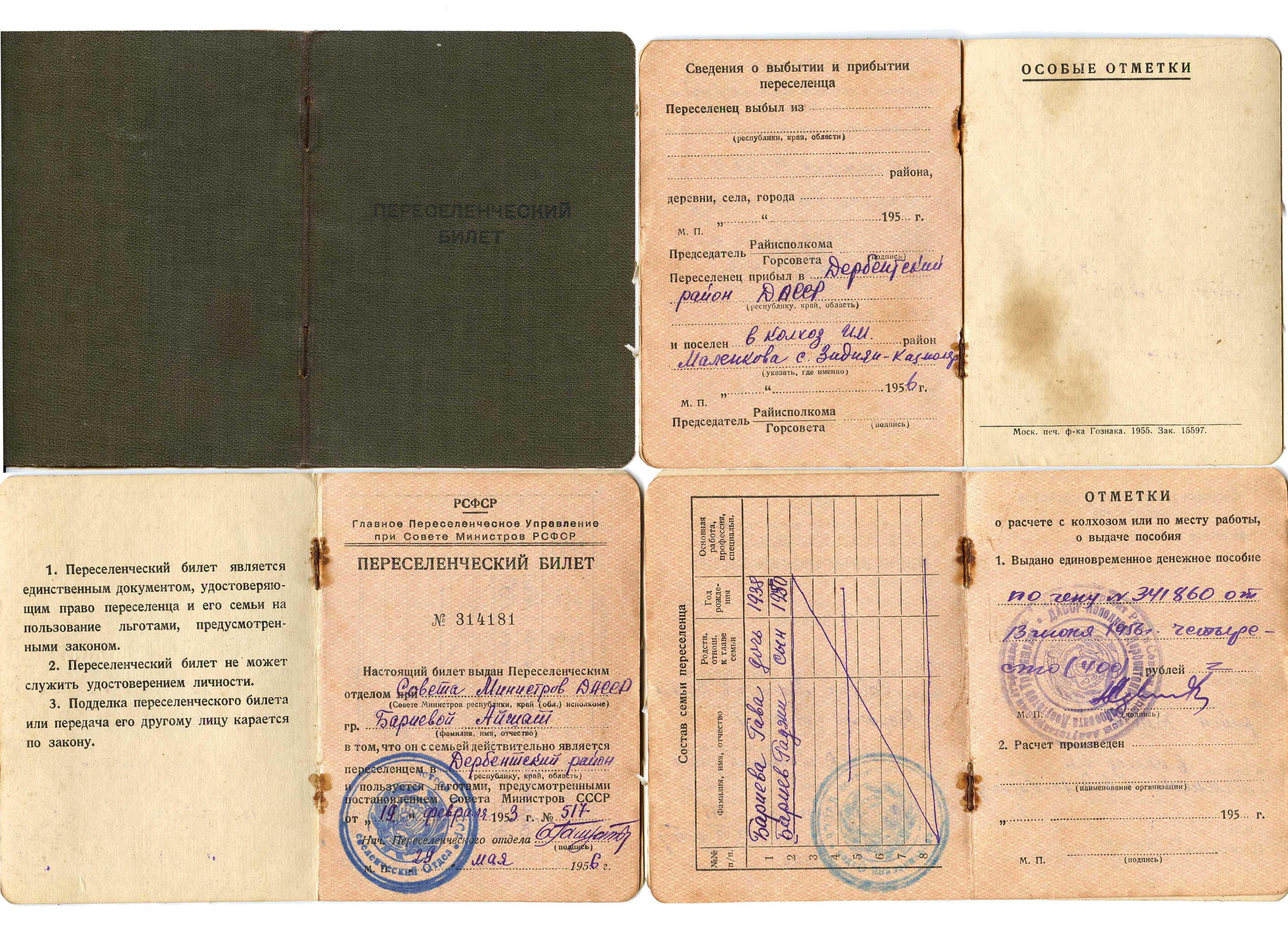
Переселенческий билет Бариевой Айшат. Выдан 29 мая 1956 года.

Село Чинар было образовано в 1952 году объединением трёх колхозов Дербентского и Агульского районов: колхоза им. Шверника (села Бильгади), имени Кирова (сёла Амух, Цирхе) и имени Куйбышева (село Анклух). В результате образовался колхоз имени Маленкова. Новый посёлок был назван посёлком 2-го отделения совхоза имени Маленкова (позже Ильича). Жители сёл Амух, Анклух, Цирхе Агульского и села Бильгади Дербентского районов обязались переселиться на новое место жительства в кратчайшие сроки. Им на месте прибытия выдали переселенческие билеты, которые являлись гарантией получения льгот, полагавшихся для переселенцев. Всех переселенцев поселили в типовых колхозных домах, специально построенных для них. Первоначально было построено 47 таких домов. Однако, при проверке этих жилых строений были выявлены серьёзные нарушения: фундаменты заложены на 5-6 см уже проектной ширины; кладка фундамента и цоколя выполнены на глиняном растворе; булыжный камень не скалывается; кладка саманных стен, даже в углах, выполняется без перевязки стен; дверные коробки не отстроганы, обиты гвоздями, крепятся к полу, вместо пробок, заделанных в стены; нет гидроизоляции деревянных конструкций (оконных и дверных перемычек, балок перекрытий, половых лаг); стропильная система вместо мауерлатов установлена на деревянные сколки; обрешётка под шиферную кровлю состоит только из 4 уложенных по стропилам досок. В первые годы на новом месте переселенцев ожидали многочисленные трудности: плохая обеспеченность питьевой водой, отсутствие школы для детей переселенцев и медпункта и пр. Районное руководство также не горело желанием облегчить участь переселенцев. 
Они нам надоели, ничего им делать не будем, чем раньше уйдут, тем лучше!Секретарь Дербентского РК КПСС Алиев о переселенцах
Первым переселенцемем и основателем села считается Утбанов Магомед Рамазанович. Позже переселилась часть жителей села Буршаг Агульского района, а также Цибарчи.
В 1964—1971 годах совхоз был объединён с совхозом имени Ильича. Перед объединением с совхозом имени Ильича планировалось построить винодельческий завод. 1 января 1971 года совхоз Ильича был разделён на два винсовхоза: совхоз Ильича и совхоз Предгорный. С 19 февраля 1971 года в ознаменование 50-летия образования ДАССР совхоз «Предгорный» переименовали в совхоз «50 лет ДАССР».
В 1978 году образован самостоятельный сельский совет, путём выделения из Зидьянского.

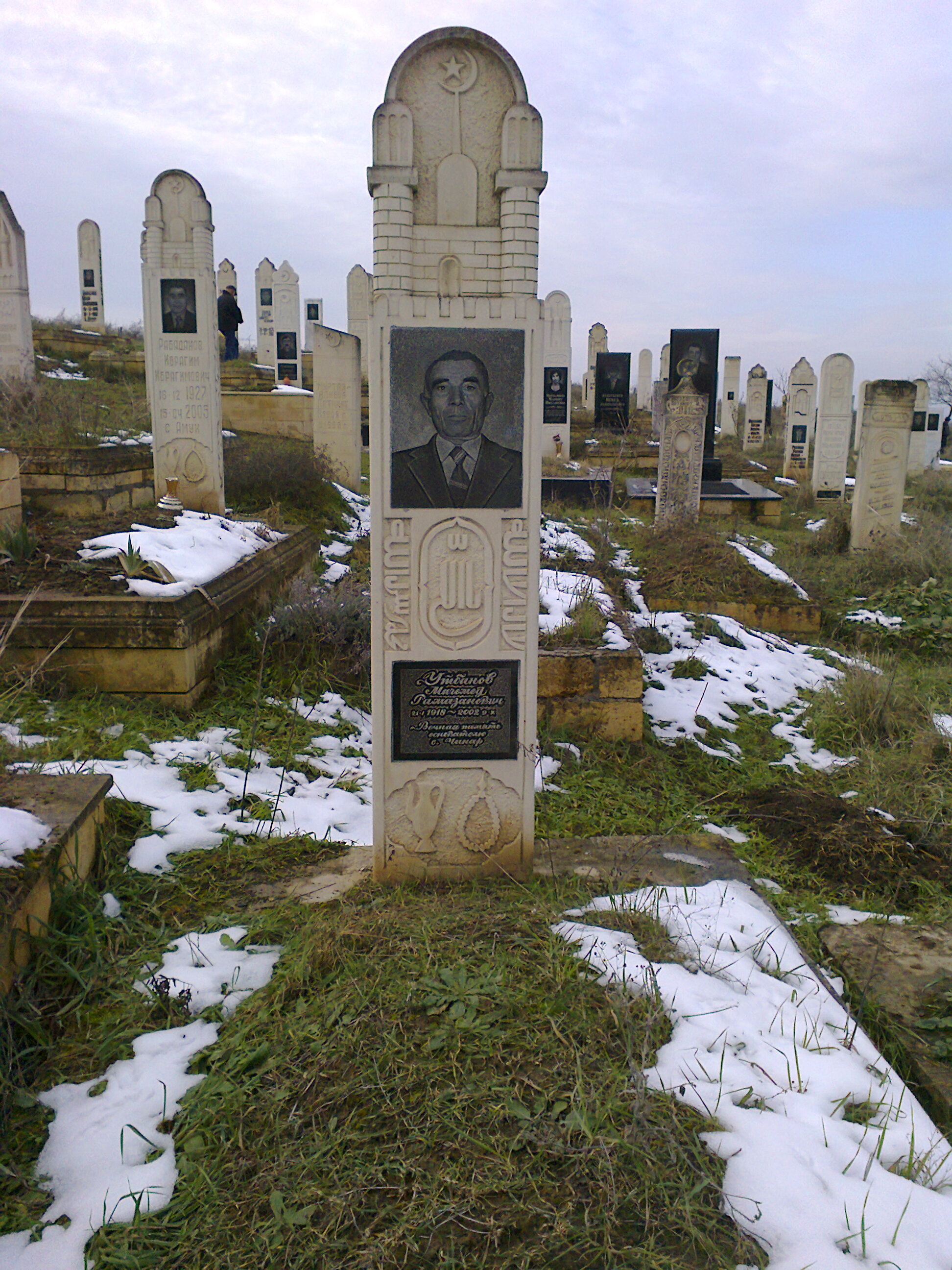
Памятник на могиле основателя села Утбанова М.

## Население
| 1970 | 1979  | 1989  | 2002  | 2010  | 2021  |
| ---- | ----- | ----- | ----- | ----- | ----- |
| 1585 | ↗2285 | ↗2908 | ↗4357 | ↗5227 | ↘4718 |

Динамика численности населения села
Чинар — переселенческое многонациональное село.
Национальный состав села по данным переписей населения СССР и России:
| Год переписи  | 1989 год      | 2002 год         | 2010 год         | 2020 год         |
| табасараны    | 866 (29,78 %) | ↗1 038 (23,82 %) | ↗1 134 (21,70 %) | ↗1 465 (31,05 %) |
| даргинцы      | 867 (29,81 %) | ↗1 109 (25,45 %) | ↗1 363 (26,08 %) | ↘1 104 (23,39 %) |
| азербайджанцы | 543 (18,67 %) | ↗1 406 (32,27 %) | ↗1 835 (35,11 %) | ↘812 (17,21 %)   |
| агулы         | 419 (14,41 %) | ↗662 (15,20 %)   | ↗748 (14,31 %)   | ↗766 (16,23 %)   |
| лезгины       | 163 (5,60 %)  | ↘87 (2,00 %)     | ↗91 (1,74 %)     | ↗108 (2,28 %)    |
| другие        | 45 (1,55 %)   | ↘44 (1,01 %)     | ↘41 (0,78 %)     | ↗463 (9,81 %)    |
| всего         | 2 908 (100 %) | 4 357 (100 %)    | 5 227 (100 %)    | 4 718 (100 %)    |

Половой состав
По переписи 2021 года в Чинаре — 2331 мужчин (49,4 %) и 2387 женщин (50,6 %).

## Инфраструктура
В селе планировка горизонтальная (улицы располагаются на одном уровне). Улицы расположены перпендикулярно друг к другу или соединяются между собой под прямым углом. Самой длинной улицей в Чинаре является улица Терешковой, а самой широкой — улица Гусаева (Карла-Маркса), самой узкой — улица Некрасова. До середины 80-х село делилось на 2 части (стороны): «Табасаранская» (образованная в середине 60-х и включавшая улицы: Мира, Дербентская, Табасаранская, Максима Горького, Ломоносова, примыкающую часть улицы Чкалова и населённая преимущественно табасаранцами) и «Общая» (являвшаяся историческим ядром и включавшая улицы: Садовая, Чапаева, Пушкина, другую часть улицы Чкалова, населённая даргинцами, агульцами, азербайджанцами и др. народностями). Позже это деление стало просто формальным (ныне в новостройках, на «табасаранской» стороне немало даргинцев, агульцев, азербайджанцев).

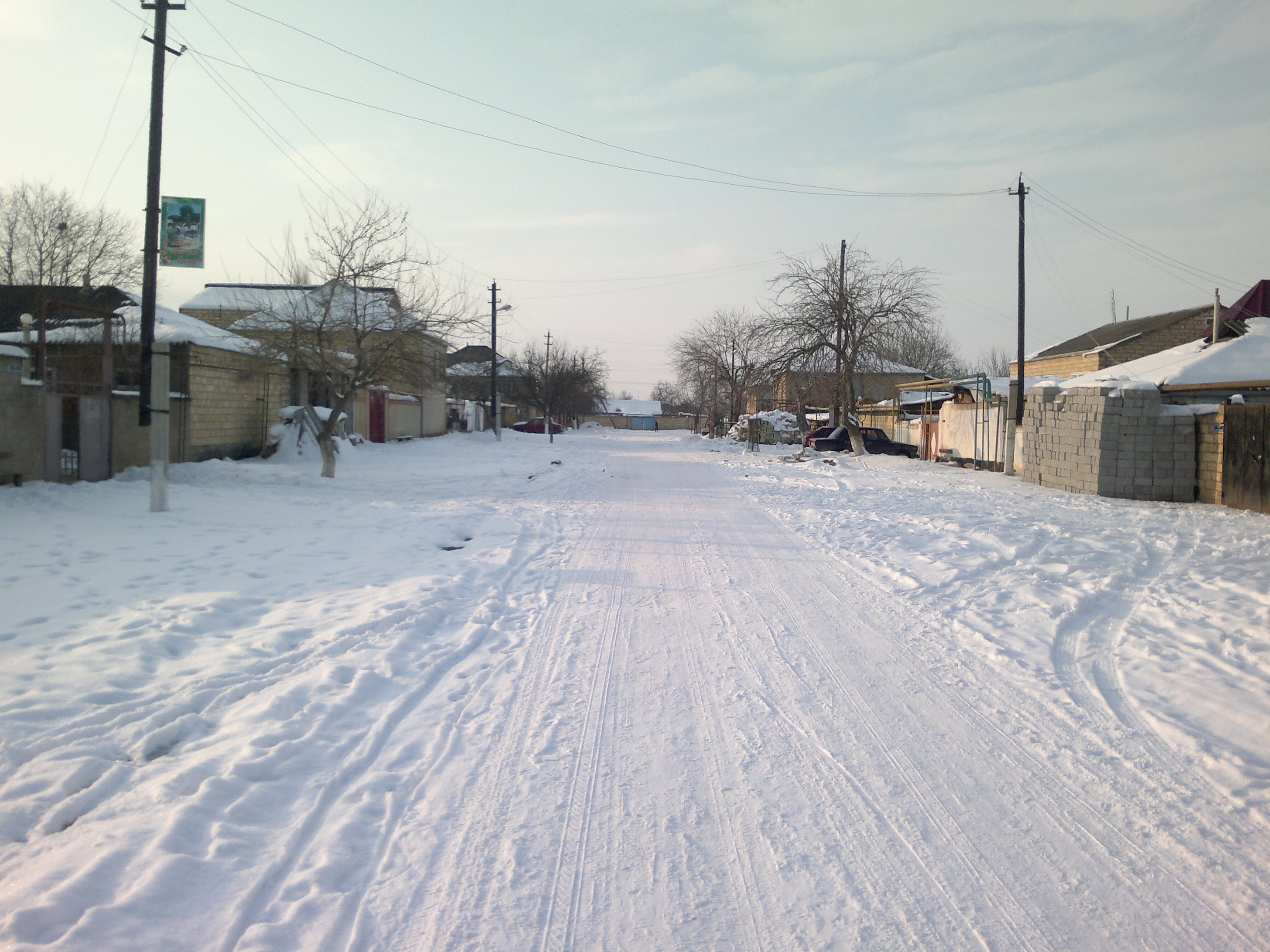
Улица Гусаева зимой 2012

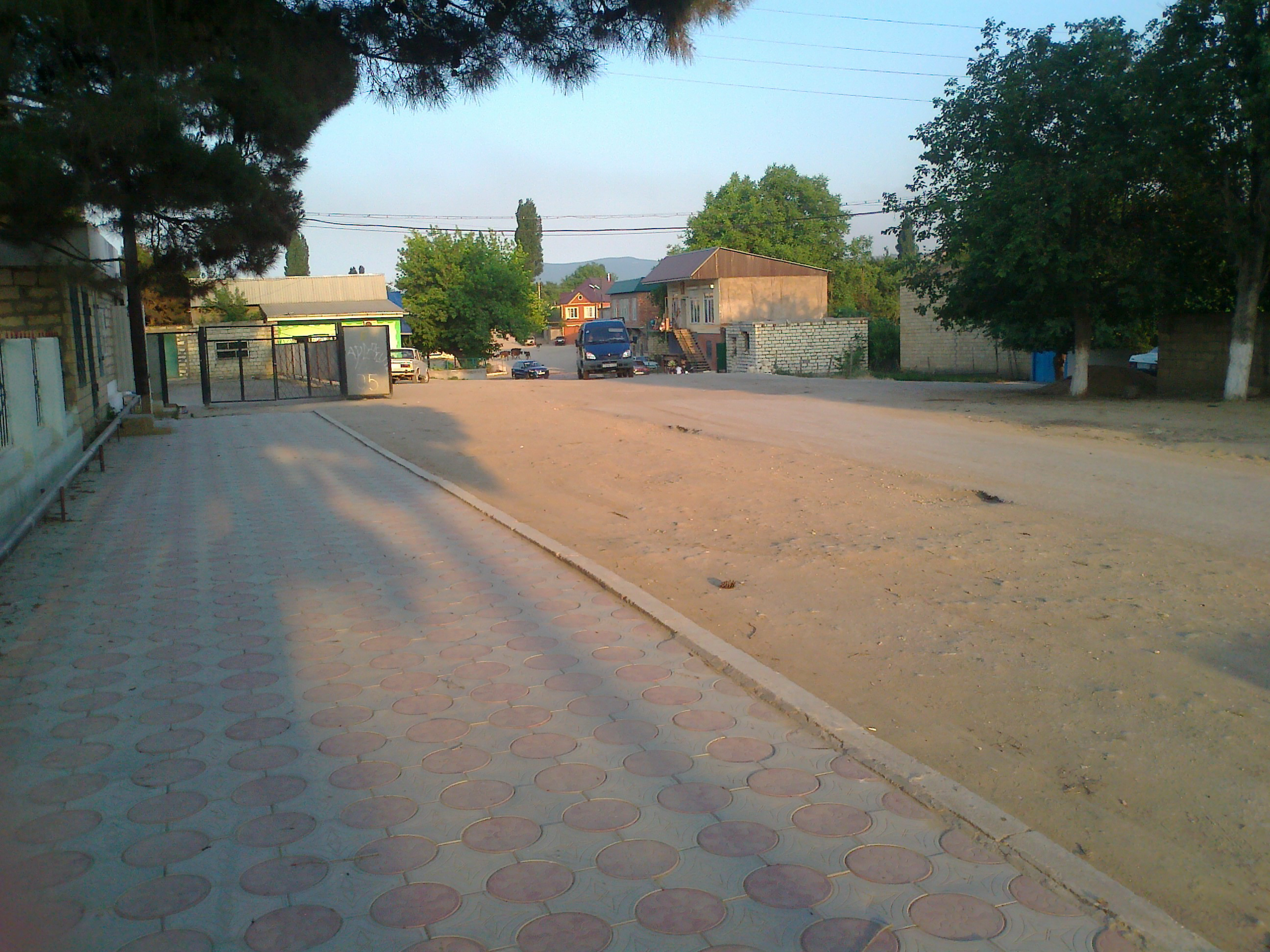
Центр села

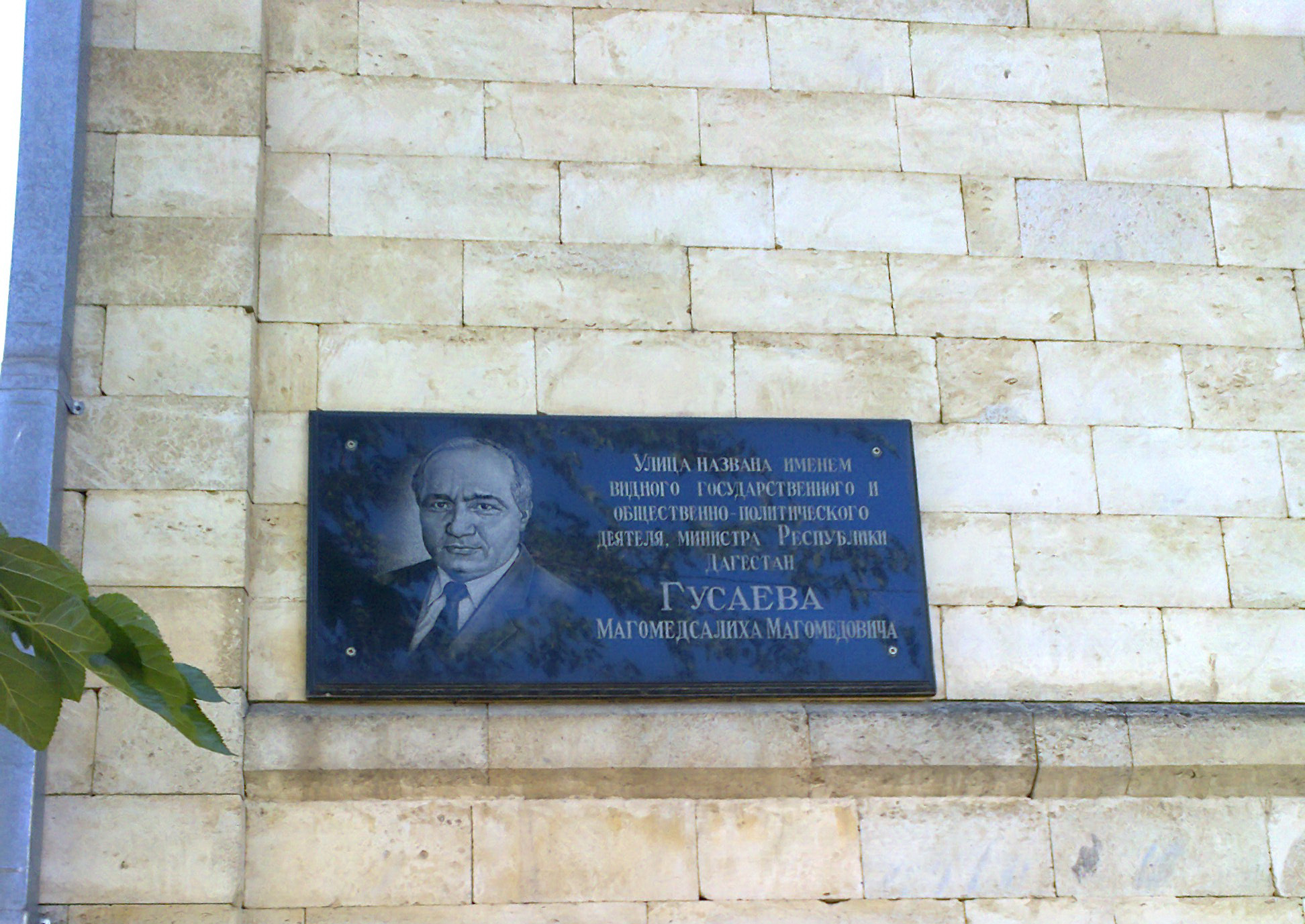
Мемориальная доска М.-С. Гусаева

Улицы села:
| - Параллельные каналу — - В. В. Терешковой - В. И. Ленина - М.-С. Гусаева (Карла-Маркса) - М. Ю. Лермонтова - Н. А. Некрасова - В. С. Серёгина - Ю. А. Гагарина - Предгорная | - Перпендикулярные каналу - - В. И. Чапаева - А. С. Пушкина - В. П. Чкалова - М. В. Ломоносова - М. Горького - Табасаранская - Дербентская - Мира | - - Виноградная - Садовая - Садовая 2-я - Свободы - Сулеймана Стальского - Магомеда Гаджиева | - - Имама Шамиля - О. Батырая (улица) - О. Батырая (переулок) - М. Магомедова - В. В. Маяковского - Г. С. Титова |

## Культура и искусство

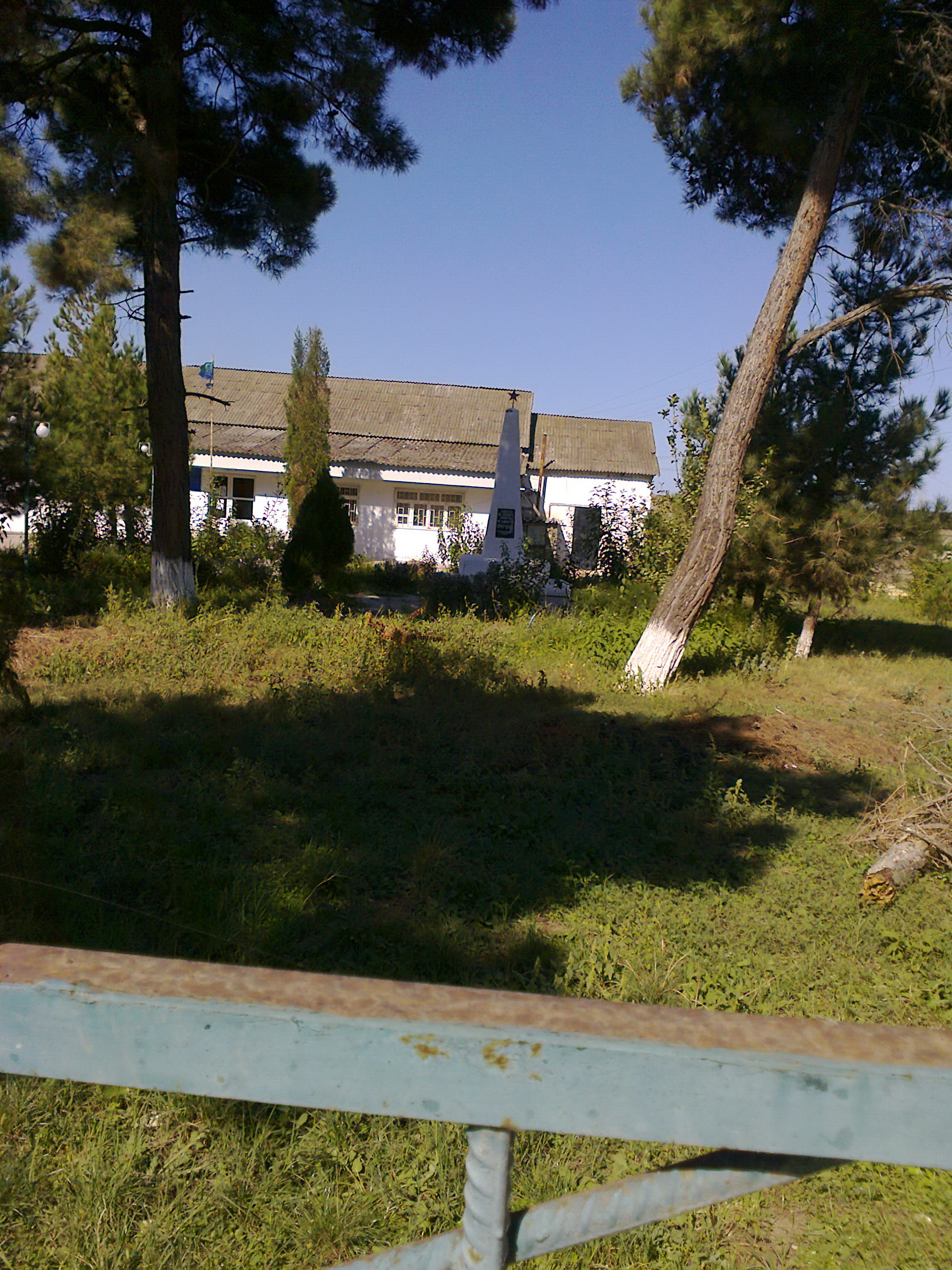
Памятник воинам, погибшим в годы ВОВ (во дворе администрации села)

- Дом культуры[39][40].
- Библиотека[41].
- Клуб[42].
- Музей Магомедсалиха Гусаева.
- Зал торжеств «Чинар».

## Образование
В пределах Чинарского сельсовета расположены 3 школы и 1 детский сад, в том числе 1 школа — в селе Бильгади. Они активно участвуют в культурной и общественно-политической жизни села и района.
- СШ № 1 им. Магомеда Магомедова (1964 г.);[44][45].
- СШ № 2 им. Магомед-Салиха Гусаева (1992 г.)[46][47]. В 2007 году школа стала победителем нацпроекта «Образование»[48].
- Детский сад «Ласточка» (2002 г.)[49].

## Здравоохранение
Чинарская участковая больница

## Промышленность
- Пекарня.
- Кирпичный завод.
- ООО «Азерконсерв»:
  - переработка и консервирование картофеля, фруктов и овощей;
  - производство фруктовых и овощных соков;
  - оптовая торговля пищевыми продуктами, включая напитки, и табачными изделиями[51].

## Сельское хозяйство
Раньше село выделялось только возделыванием винограда. С середины 80-х годов, после введения «сухого» закона, большинство виноградников выкорчевали. Сейчас стали восстанавливать виноградарство. А позже стали выращивать в большом количестве томаты. К концу 90-х годов каждая вторая семья в селе была связана с выращиванием томатов. Сейчас производителей томатов стало меньше.
Растениеводство
- Агрофирма «Чинар»[52].

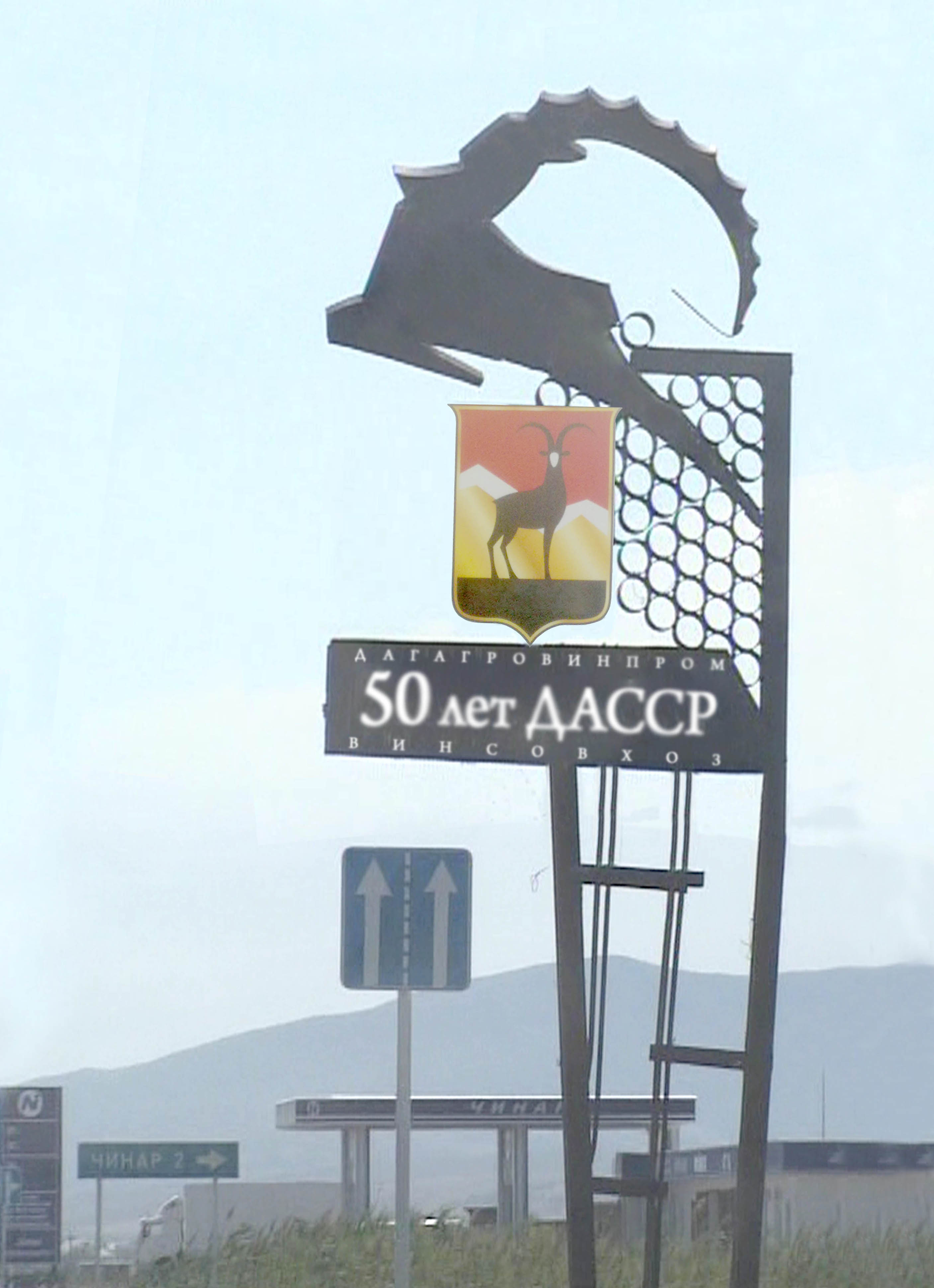
Символ винсовхоза «50 лет ДАССР»

До июня 1994 — крупный винсовхоз «50 лет ДАССР».
Земледелие (орошаемое и богарное)
- Зерноводство: (пшеница, ячмень, кукуруза). Посевные площади зерновых. Урожайность. Валовой сбор зерна[58].
- Виноградарство. Виноградарство неукрывного типа в Чинаре имеет 4 производственных направления[59]:
  - Столовое — производство свежего винограда для местного потребления, вывоза и хранения (агадаи).
  - выращивание кишмишно-изюмных сортов (кишмиш чёрный).
  - возделывание винных сортов винограда для обеспечения сырьём заводов, специализированных на производстве разных типов вина, шампанских и коньячных виноматериалов (кардинал, ркацители, нарма, изабелла, саперави).
  - производство сырья для соков, компотов, варенья, маринада и других безалкогольных продуктов: мускат).

В 2013 году было засеяно 100 гектаров озимых, а также 130 гектаров молодых кустов виноградников.
- Виноделие
- Садоводство.
- Овощеводство.

В хозяйстве регулярно ведётся борьба с сельскохозяйственными вредителями, однако в ходе проверки Россельхознадзором по РД 8 июля 2013 года выявлены нарушения правил борьбы с опасными вредителями растений.

## Транспорт
Через Чинар и близ села проходят важнейшие международные транспортные пути:
- Федеральная автомобильная магистраль М29 Кавказ
- Нефтепровод Баку — Новороссийск — проложен через прилегающую к селу территорию.
- Магистральный газопровод Моздок — Казимагомед — проложен через прилегающую к селу территорию.
- Магистральный газопровод Макат — Северный Кавказ — проложен через прилегающую к селу территорию.

## Связь
В селе имеется почтовое отделение связи (на улице Чапаева).

## ЖКХ и общепит
Водоснабжение
Чинар обеспечивался родниковой водой из урочища Малагасани, но этой воды со временем селу стало не хватать. После прокладки через территорию села дербентской и огнинской линий (из Кайтагского района) проблема частично решилась. В 2010 году было принято решение о проведении нового водовода из Кайтага в соседний с Чинаром Огни. После окончания строительства водопровода Кайтаг — Дагестанские Огни проблема с водоснабжением села решится.
Газоснабжение
Первый газовый факел в селе зажгли в 1992 году. В районах новостроек продолжается газификация.

## Физкультура и спорт
Детско-юношеская спортивная школа им. С. Д. Курбанова (открыта в июне 1999 года).

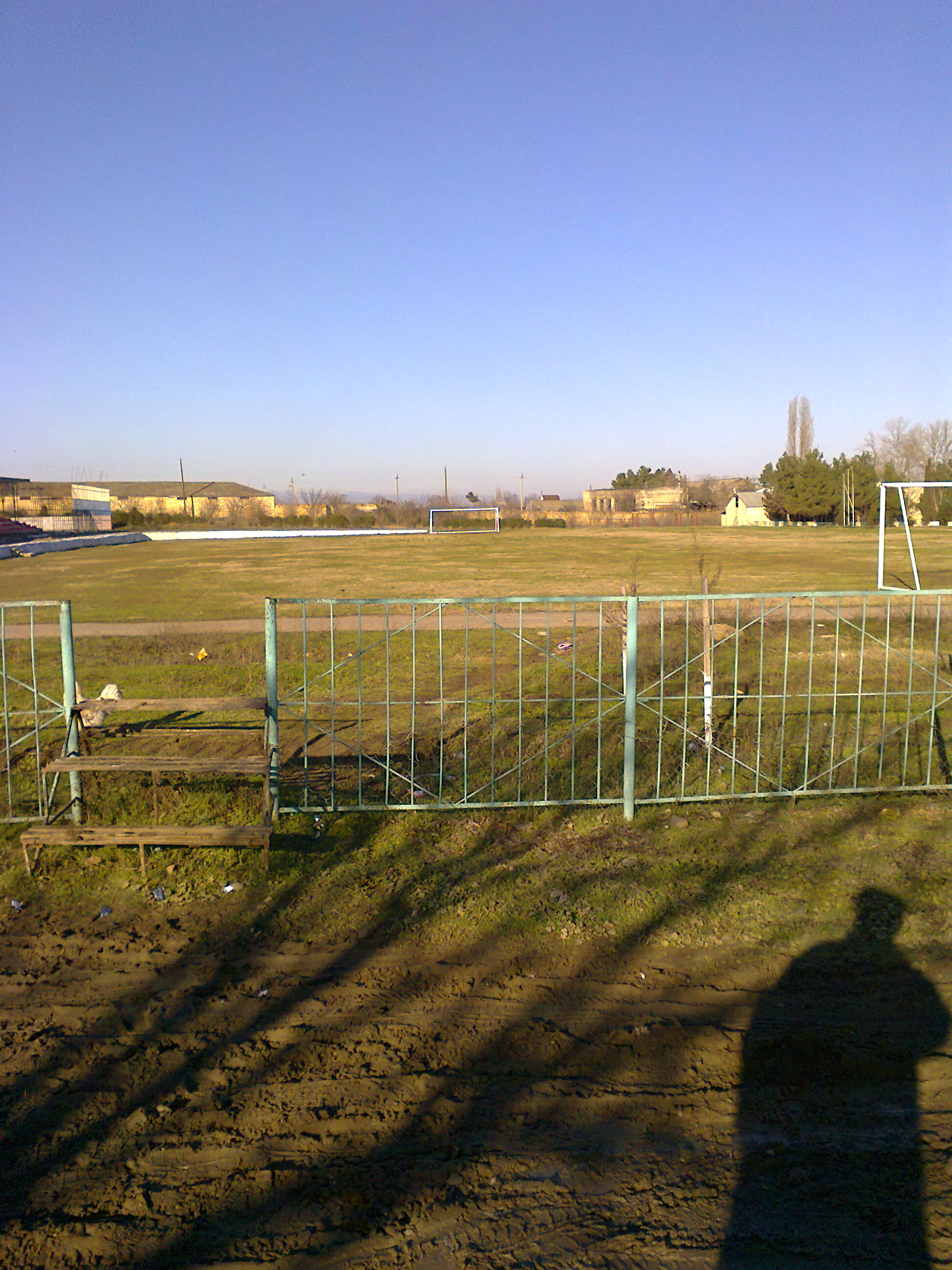
Футбольное поле Чинарской спортшколы

В спортшколе проходят традиционные соревнования:
- Международный турнир по дзюдо памяти общественного деятеля Магомедсалиха Гусаева (с 2005)[65][66].
- Международный турнир по самбо памяти общественного деятеля Саида Курбанова (с 2008)[67].
- Первенство Дагестана по настольному теннису среди учащихся (с 2005)[68].
- Первенство Дагестана по самбо среди учащихся (с 2015)[69].
- Первенство Министерства образования и науки Республики Дагестан по настольному теннису среди юношей и девушек (1993—94 г. р.) памяти общественного деятеля Магомедсалиха Гусаева (с 2009)[70][71].

Воспитанники Чинарской спортшколы неоднократно занимали призовые места на соревнованиях республиканского, регионального и федерального уровня.

## День села
В селе ежегодно празднуется День села.

## Освещение в СМИ
Село часто посещают представители разных СМИ:
- 1 июля 2009 года республиканская газета «Ватан» опубликовала статью «В Чинаре шелестят чинары»[83].
- 23 декабря 2013 года телеканал РГВК «Дагестан» в рамках передачи на табасаранском языке «Мил» показал фильм о селе Чинар[84].

## Преступность
В последние 10-15 лет уровень преступности в селе неуклонно растёт. В последнее время особую актуальность приобретает обеспечение безопасности населения в связи с ухудшающейся криминогенной обстановкой как в районе, так и в селе.
- Вечером, 22 января 2012 года, на повороте, при въезде в Чинар был убит житель села, главный бухгалтер Дербентского завода игристых вин Исмаилов Алхас Курбанович[91][92].
- Двойное убийство было совершено в селе Акуша в ночь на 5 марта 2015 года. Задержанным по подозрению в убийстве оказался житель села Чинар Дербентского района[93].

## Ислам

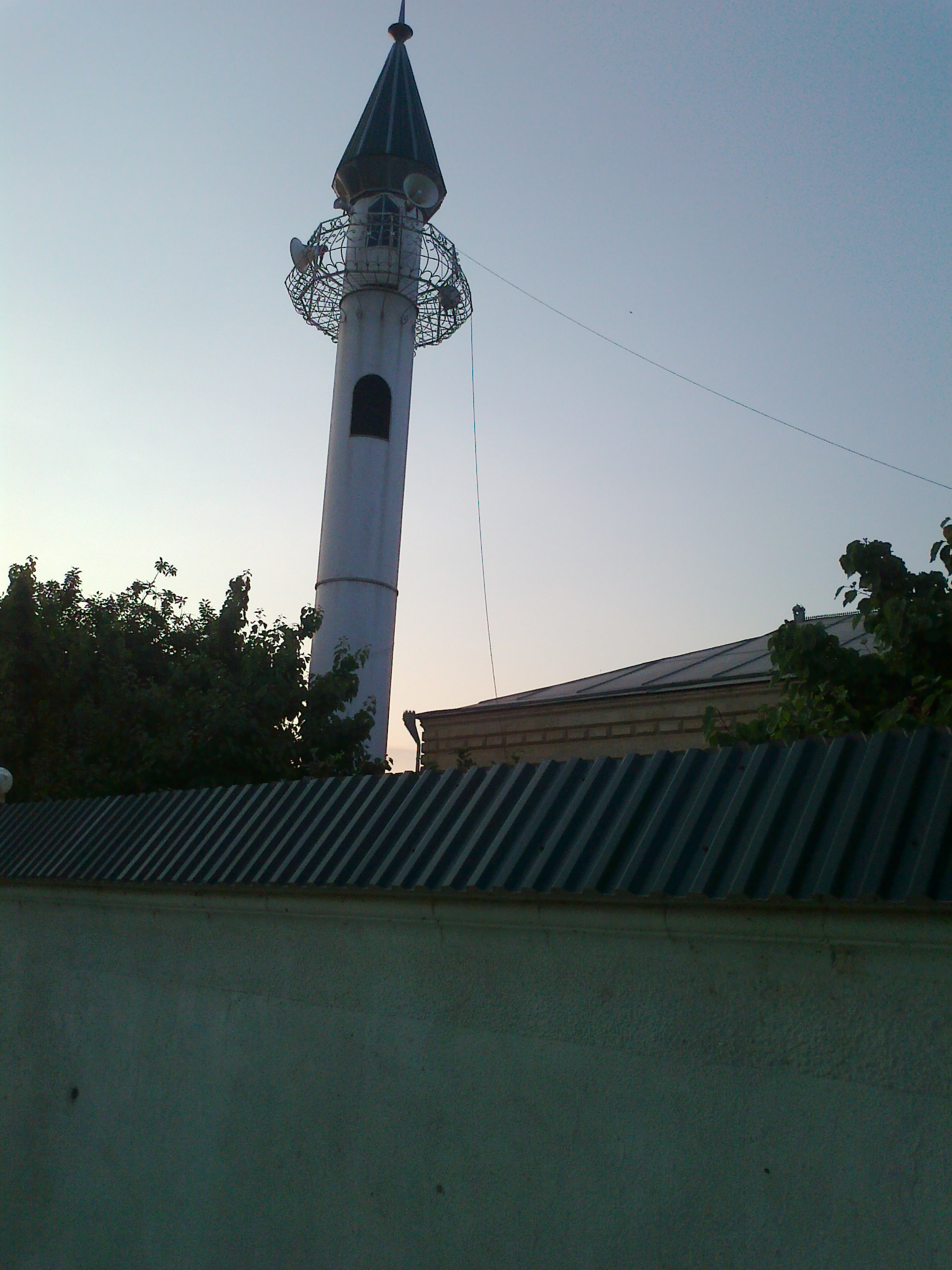
Минарет Чинарской мечети

В центре села в начале 90-х гг. XX века была построена мечеть.

## Достопримечательности
- Памятник В. И. Ленину; 2 обелиска воинам, погибшим в годы ВОВ: один — во дворе сельской администрации, другой — во дворе школы № 1[94].
- Остатки земляного укрепления Иран-Хараб (к северо-западу от села)[16].
- Памятник семье (открыт 1 июня 2015 г.)[95].
- Памятник «Журавли» (открыт 9 мая 2015 г.)[96].

## Галерея

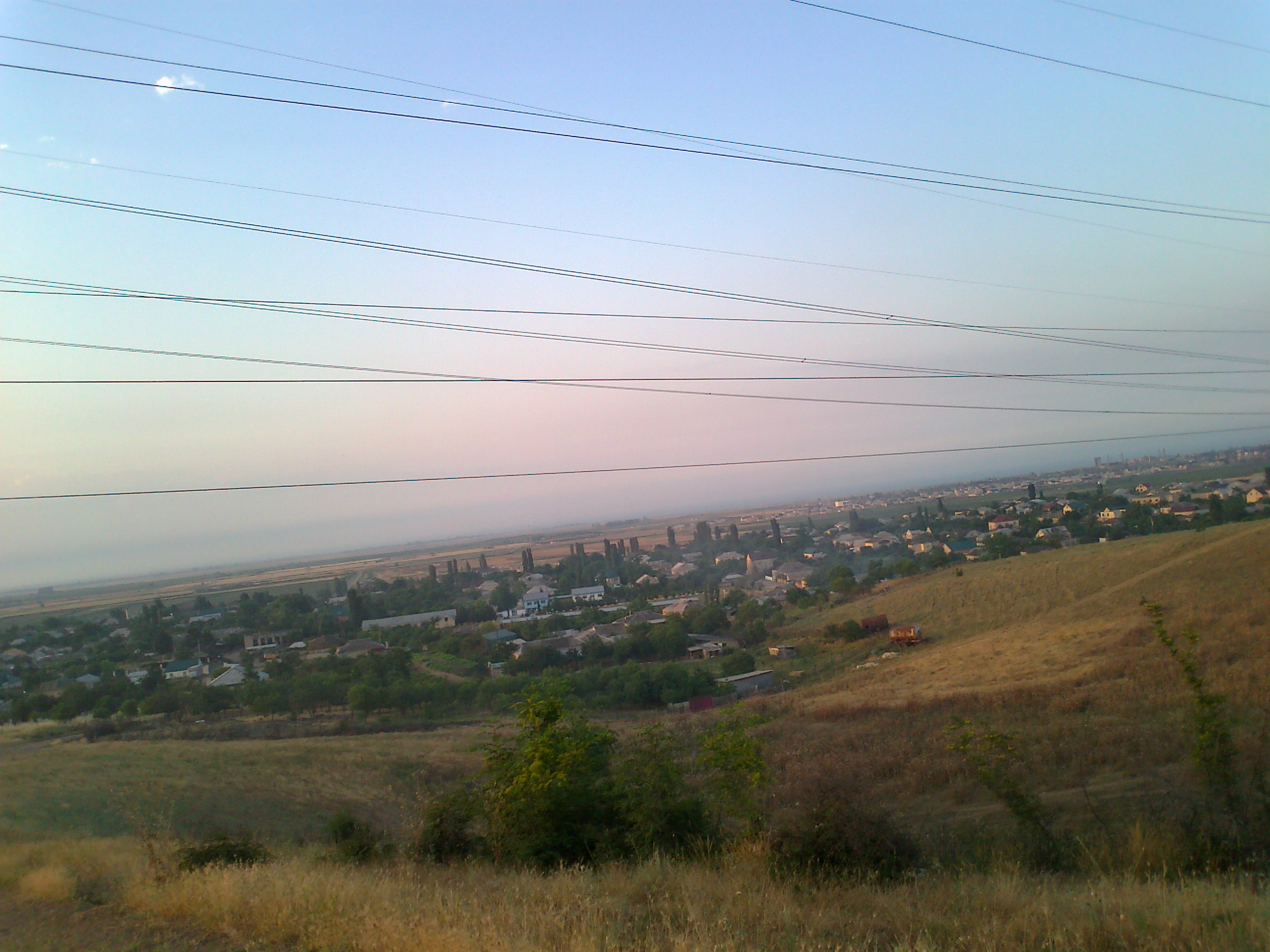
Чинар. Вид со стороны села Бильгади
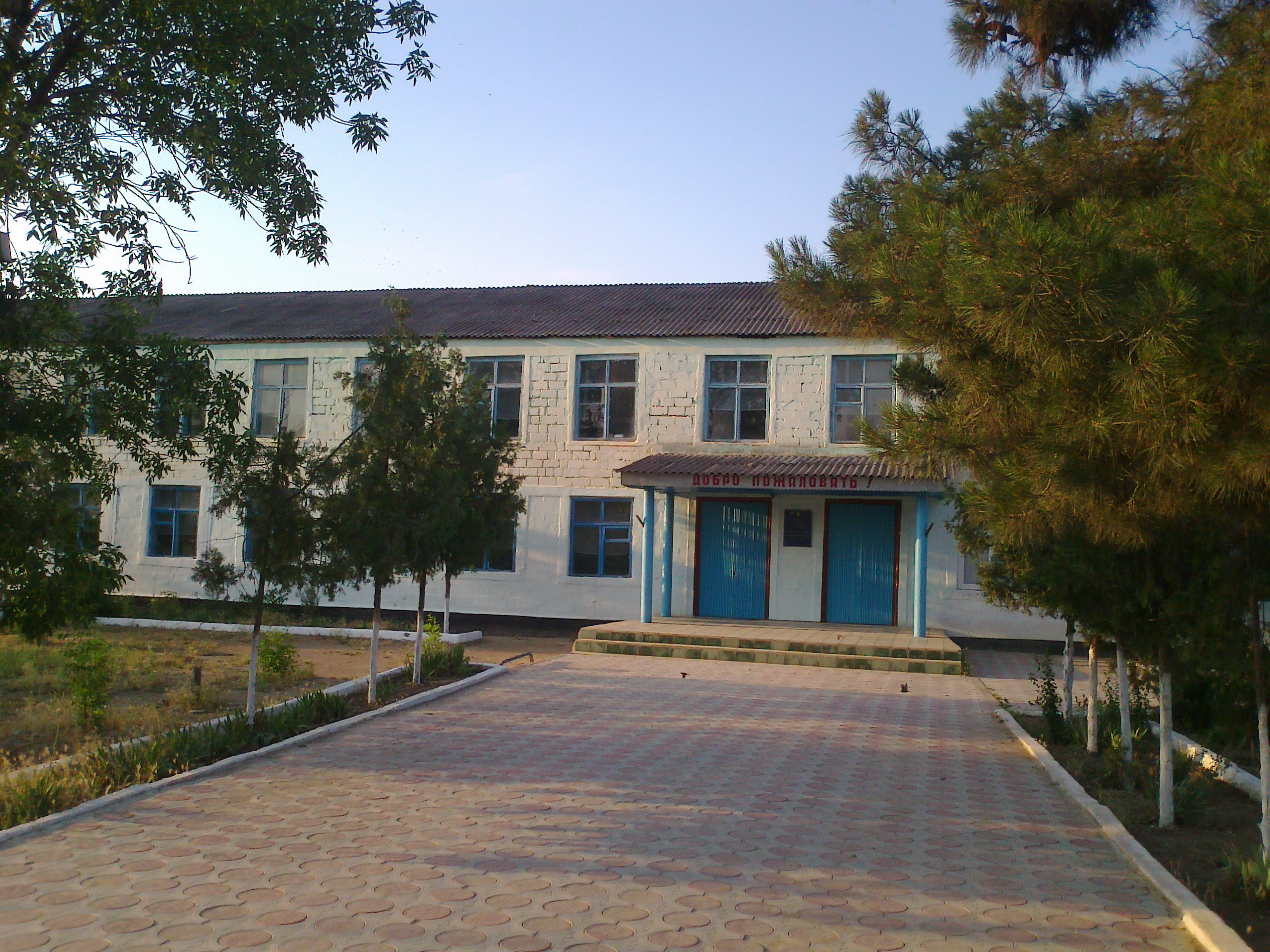
Средняя школа № 1
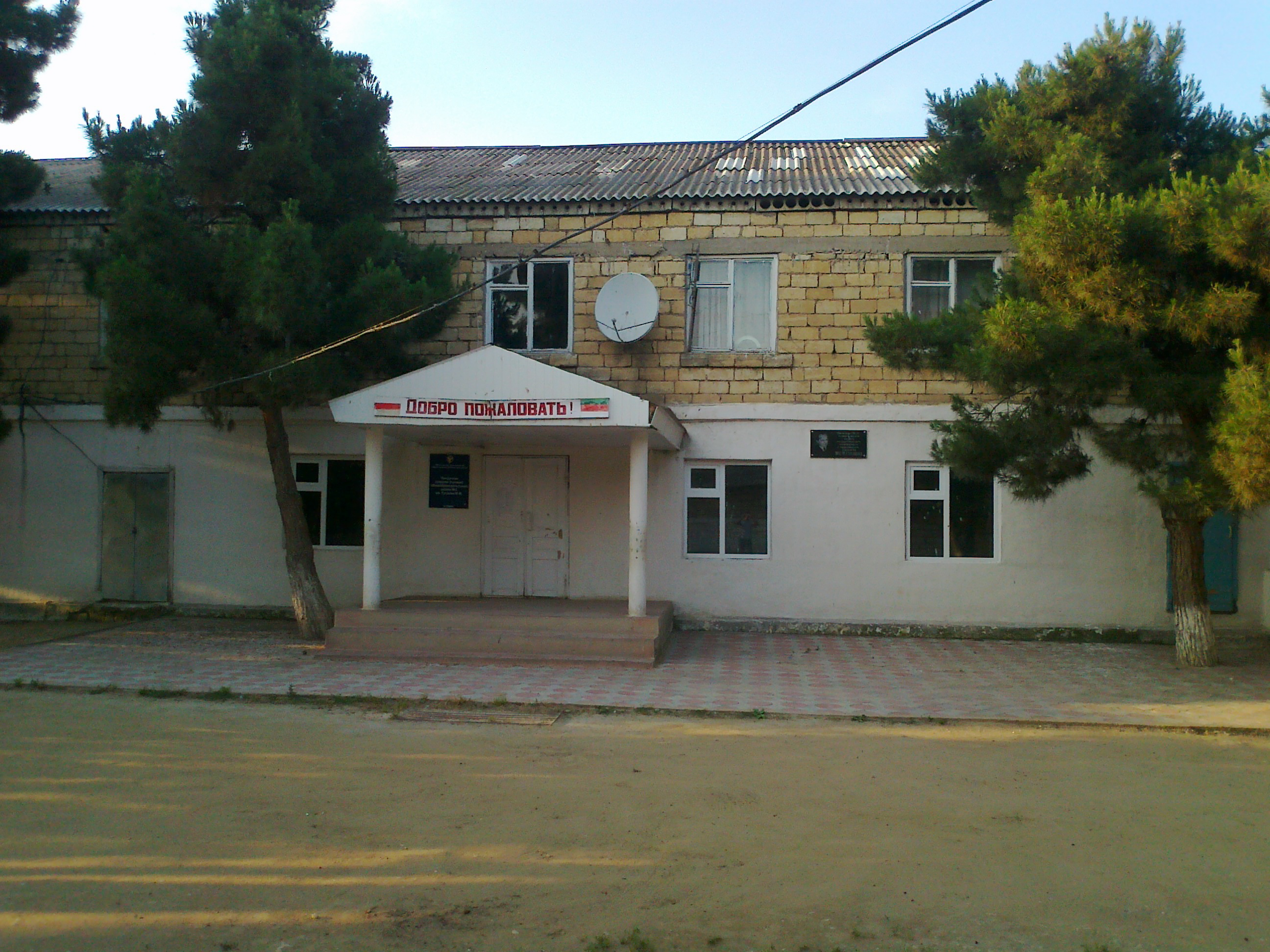
Средняя школа № 2
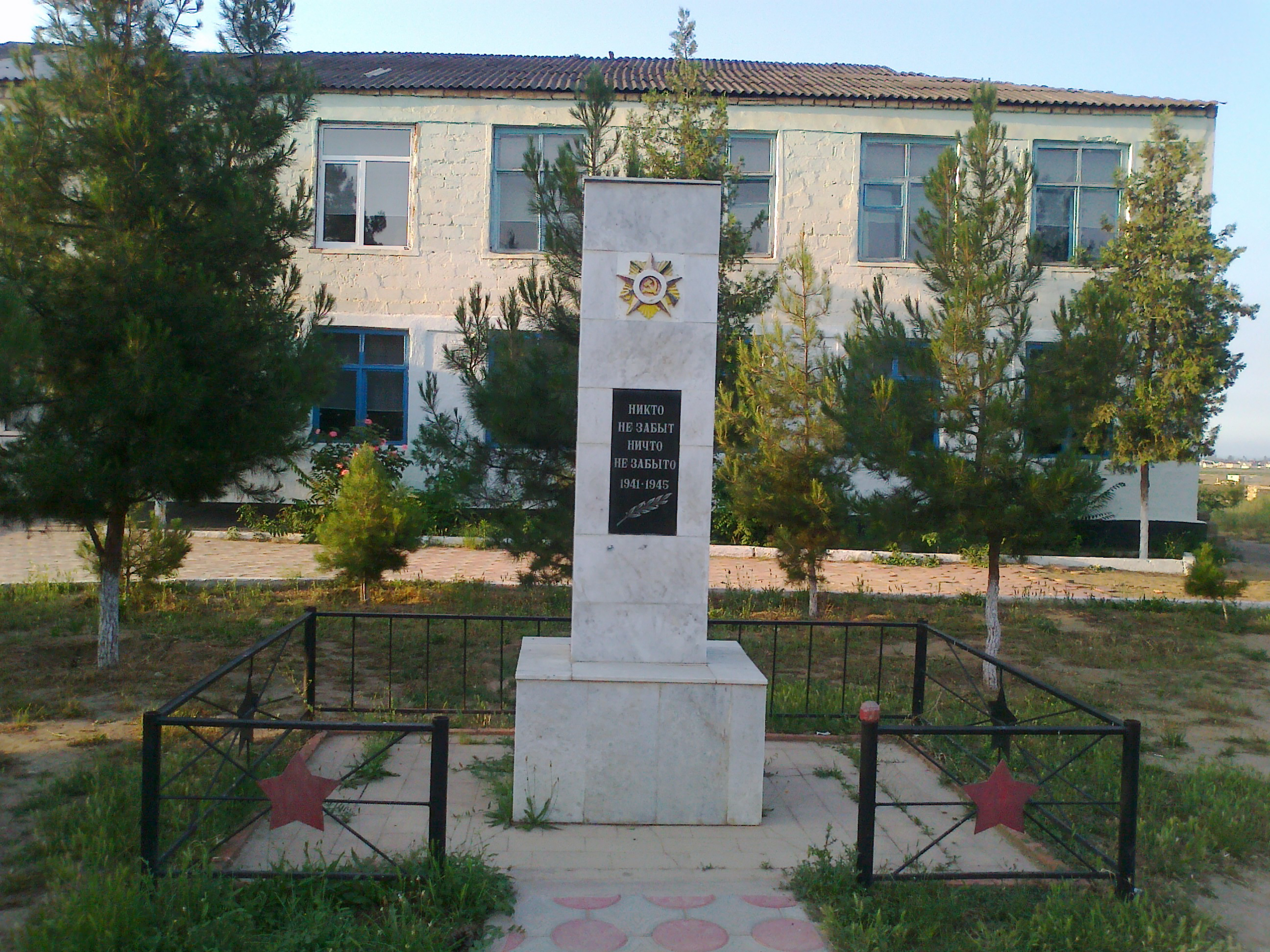
Памятник воинам, погибшим в годы ВОВ
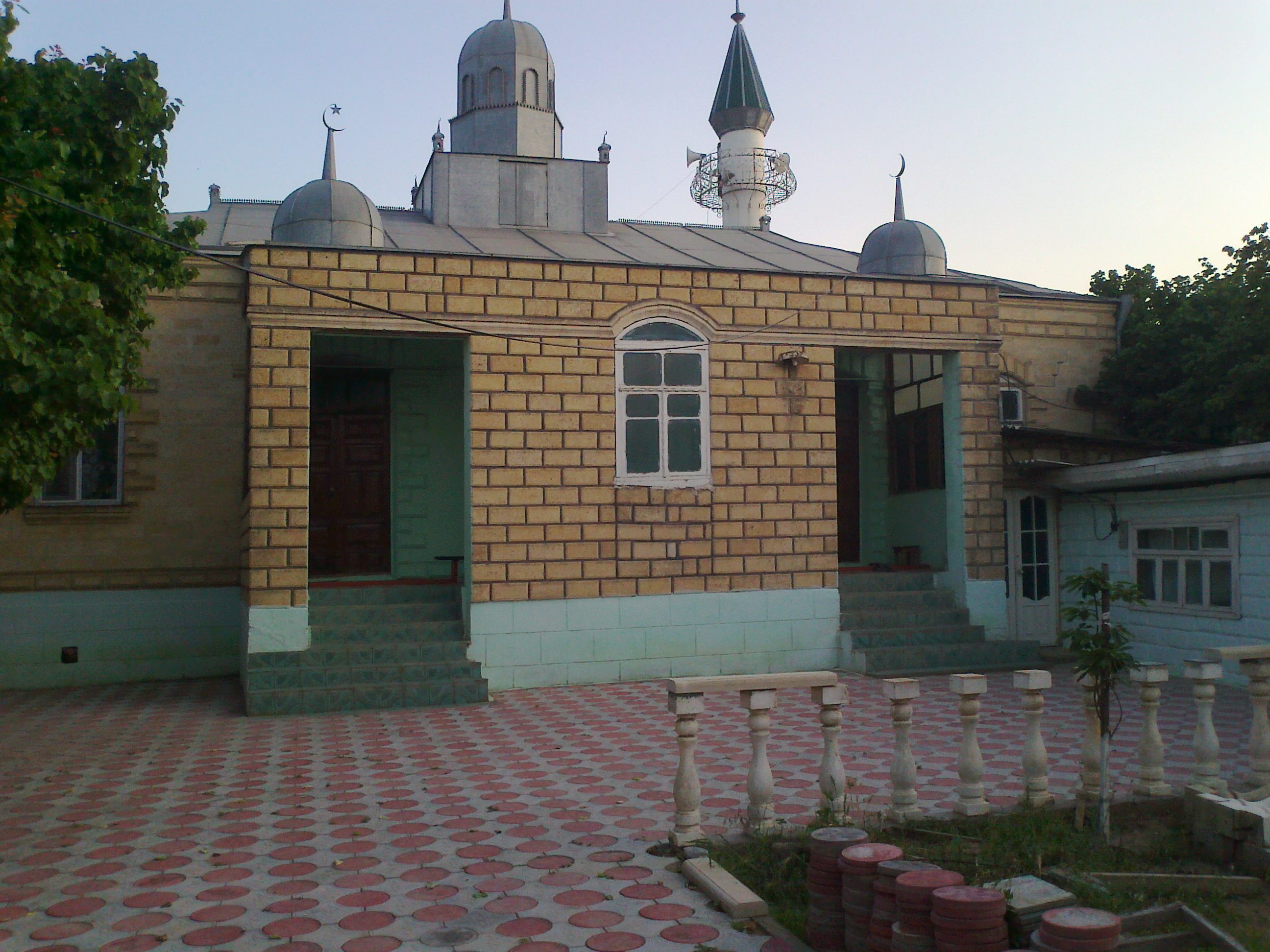
Чинарская мечеть
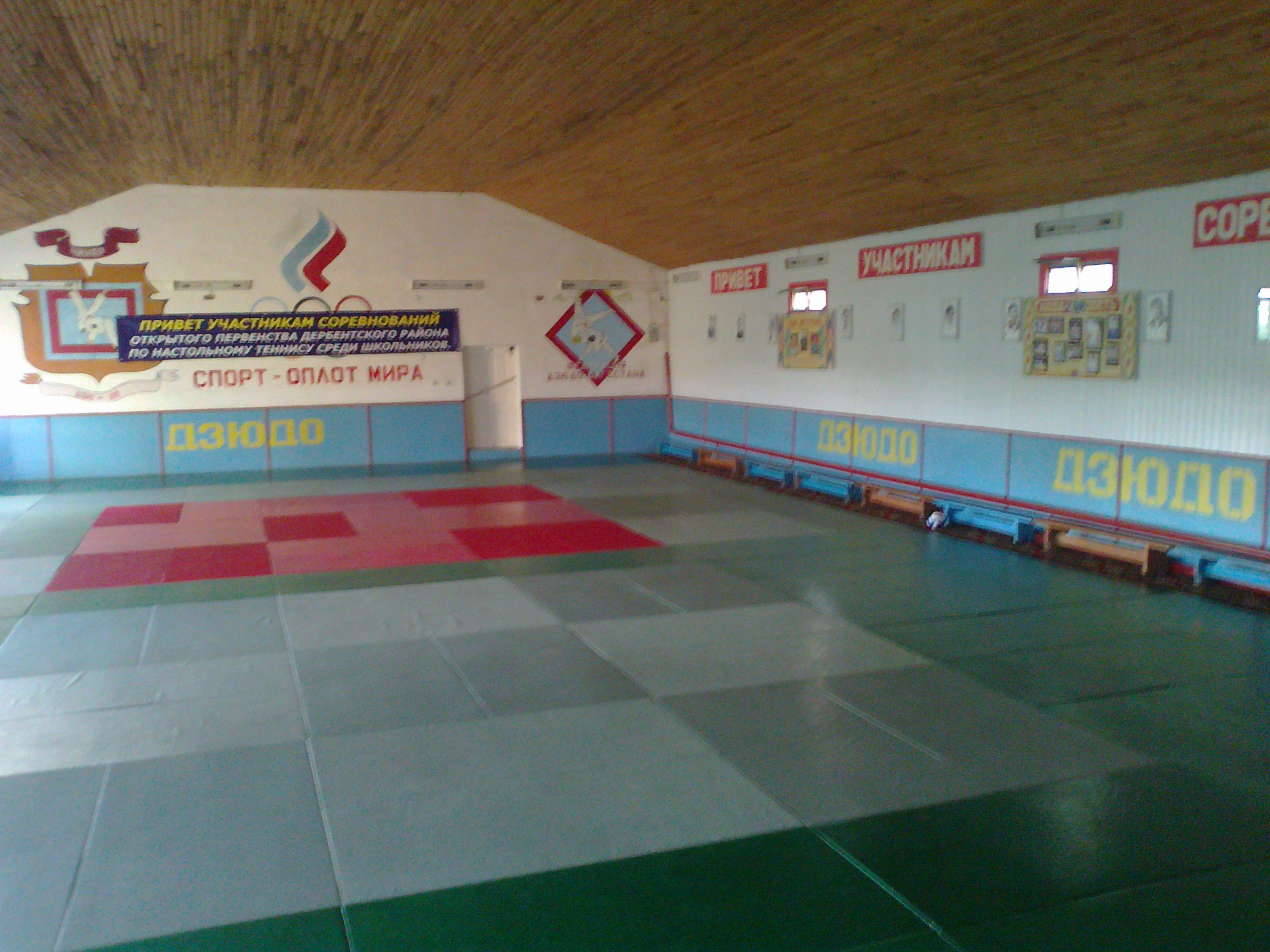
Спортзал
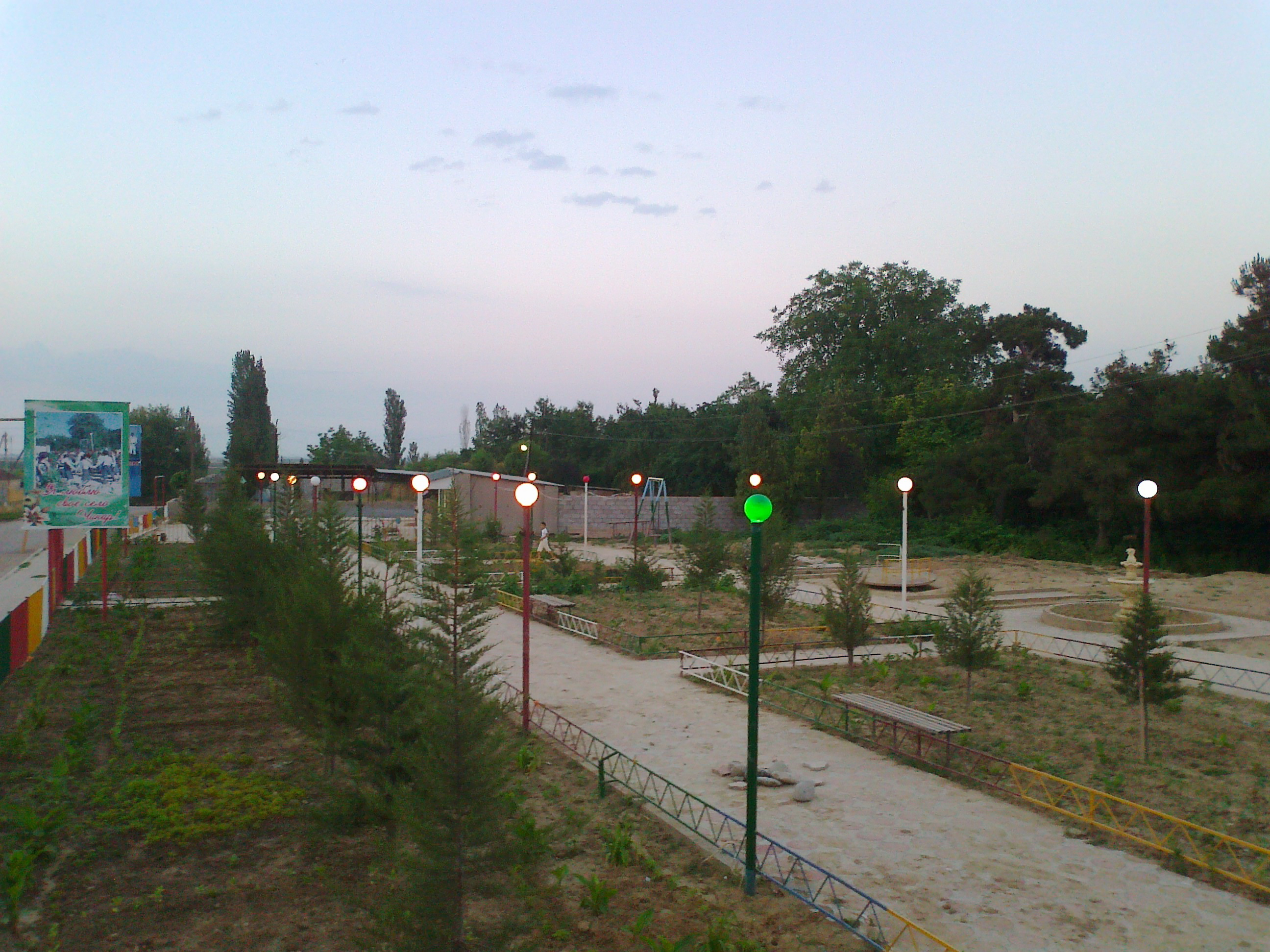
Сельский парк отдыха
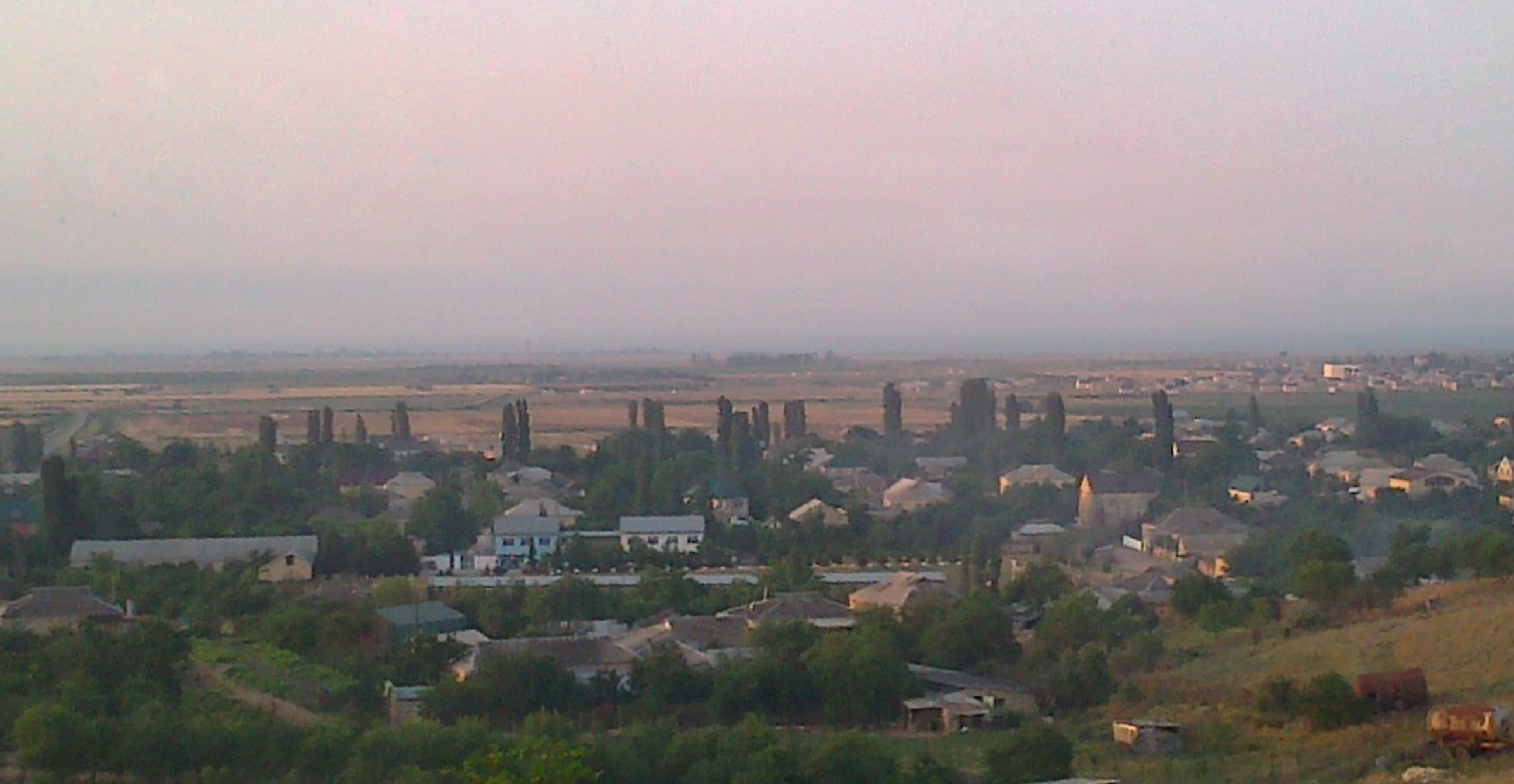
Село Чинар вечером
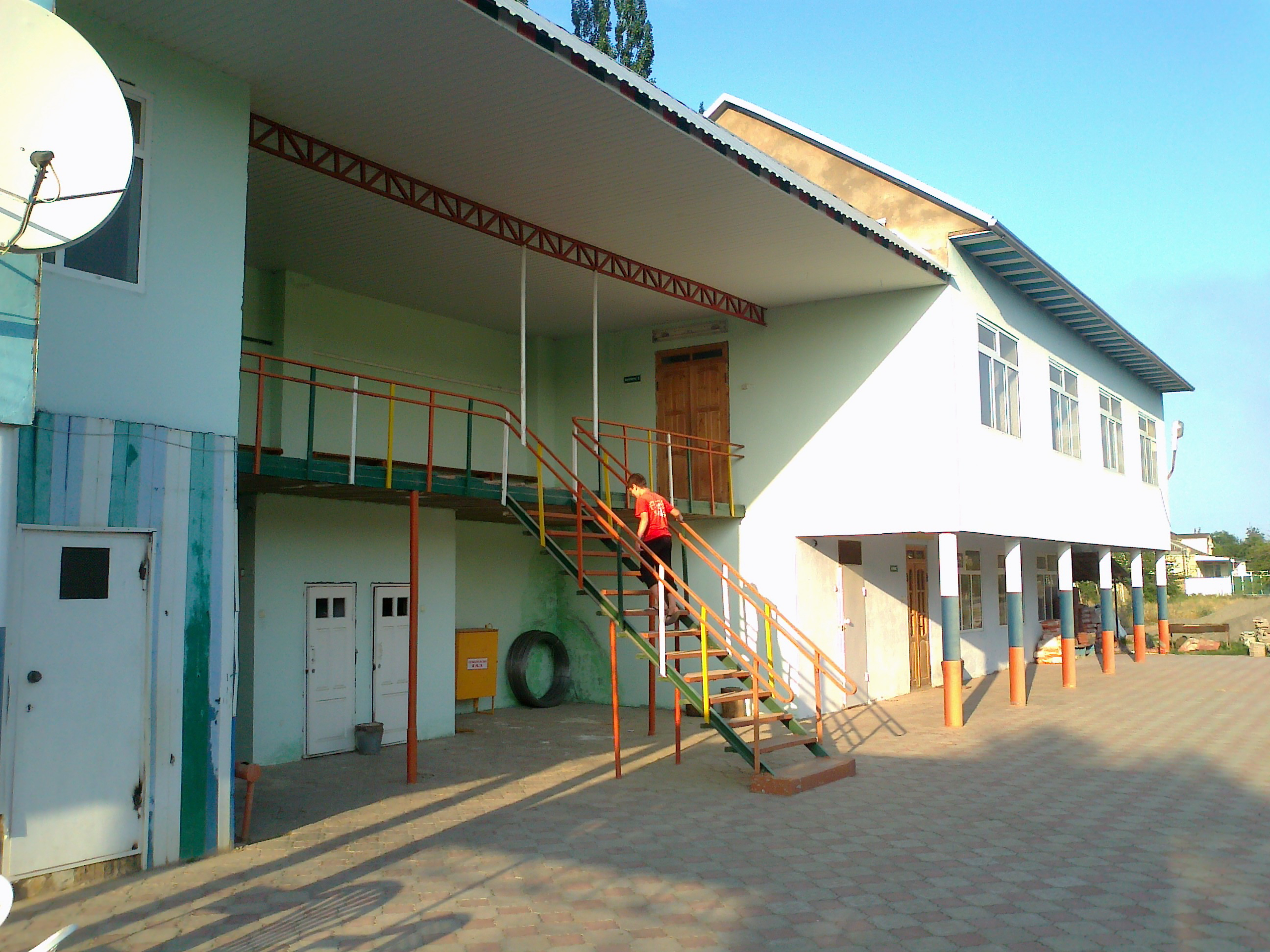
Спортивный интернат в Чинаре
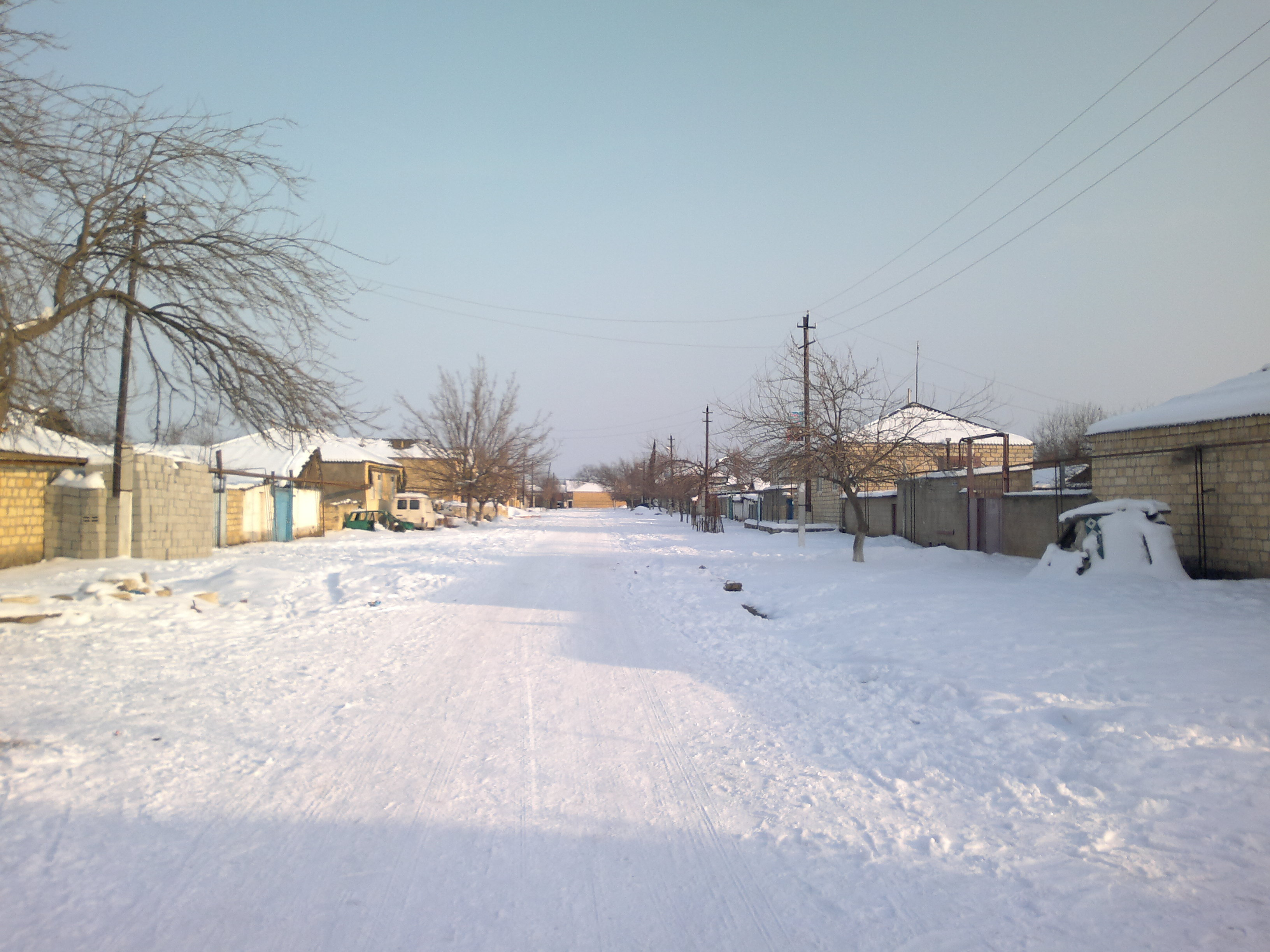
Зимняя улица в Чинаре